# Heinz Lemmermann
Heinz Lemmermann (* 18. August 1930 in Trupe bei Lilienthal; † 6. Juni 2007 in Lilienthal) war ein deutscher Komponist, Musikpädagoge, Schriftsteller, Herausgeber, Hochschullehrer und Lokalpolitiker in Lilienthal.

## Biografie
Lemmermann lebte in Lilienthal. Er studierte von 1950 bis 1955 an der Musikhochschule, an der Kirchlichen Hochschule sowie an der Universität Hamburg unter anderem Schulmusik, Musikwissenschaft, Erziehungswissenschaften und ev. Religion. Ab 1956 war er im höheren Schuldienst in Bremen, ab 1962 Dozent und ab 1968 Professor an der Pädagogischen Hochschule Bremen. 1973 erfolgte seine Berufung zum Professor für Musikdidaktik an der Universität Bremen. 1984 promovierte er zum Dr. phil.
Er ist Herausgeber der fünf Bände der Zugabe (1968–2003) beim Fidula-Verlag.

## Werke (Auswahl)

### Hochdeutsch
- Lehrbuch der Rhetorik. Redetraining mit Übungen. 4. Auflage, Moderne Verlagsgesellschaft, München 1992; 6. Auflage, unter dem Titel Lehrbuch der Rhetorik. Die Kunst der Rede und der Diskussion. Verlag Moderne Industrie, Landsberg 1997.
- Schule der Debatte. Beiträge zur dialogischen Rhetorik. Günter Olzog Verlag, München 1986.
- Musikunterricht. Hinweise, Bemerkungen, Erfahrungen, Anregungen. 3. Auflage. Klinkhardt, Bad Heilbrunn 1984, ISBN 3-7815-0305-4.
- Kriegserziehung im Kaiserreich. Studien zur politischen Funktion von Schule und Schulmusik 1890–1918. Eres Edition, Lilienthal/Bremen 1984, ISBN 3-87204-393-5.
- Fritz Jödes Schulzeit. Zum Stand der Musikpädagogik um die Jahrhundertwende. In: Hildegard Krützfeldt-Junker (Hrsg.): Fritz Jöde - ein Beitrag zur Geschichte der Musikpädagogik des 20. Jahrhunderts. Junker, Altenmedingen 1996, ISBN 3-928783-64-5, S. 10–38.
- Hand aufs Herz. Schünemann-Verlag, Bremen 2001, ISBN 3-7961-1833-X.
- Disteln und Vergissmeinnicht. Satire in Versen. Donat Verlag, Bremen 2002, ISBN 3-934836-49-6.
- Wilhelm Busch - Für alle Fälle. Schünemann, Bremen 2002, ISBN 3-7961-1732-5.
- mit Jutte-Irene Grotefend: Lilienthal. Impressionen aus einer Gemeinde in Wort und Bild. Verlag H. Saade, Osterholz-Scharmbeck 2003.
- Punkt fünf Uhr beginnt das Leben... Der oft skurrile Alltag des Immanuel Kant (1724–1804), leicht satirisch kommentiert. Donat-Verlag, Bremen 2004, ISBN 3-934836-79-8.
- Aus dem Dunkeln getappt... Satire in Versen. Donat-Verlag, Bremen 2005, ISBN 3-934836-91-7.
- Feuerwerk - Anekdoten aus heiterem Himmel. Schünemann, Bremen 2008, ISBN 978-3-7961-1892-0.

### Plattdeutsch
- Bookwetenpankoken. Döntjes ut’n Düwelsmoor un dor umto. Hunnert up’n Hümpel, un Snäcke un Riemels. Schünemann, Bremen 1980, ISBN 3-7961-1720-0.
- Jan Torf. Döntjes, Biller un Vertellen. Schünemann, Bremen 1982, ISBN 3-7961-1741-4.
- Dirk Donnerslag, moin - moin! Glossen, Döntjes, dit un dat. Schünemann, Bremen 1986, ISBN 3-7961-1776-7.
- Honnig an’n Pannkoken. Döntjes ut’n Düwelsmoor ... mit beten Musik dorto. Worpsweder Musikwerkstatt, Worpswede 1993 (Compact-Cassette).
- De Harst, de lehrt us danken. Dree Leeder för gemischten Chor. Texten vun Heinrich Schmidt-Barrien. Edition Eres, Lilienthal/Bremen 1996.
- Geev dien wunnerbare Freden. Lütje plattdütsche Choralmotette to'n Obend. Satz för dree glieke oder gemischte Stimmen. Edition Eres, Lilienthal/Bremen 1998.
- Wo ik gah un stah. Ut Israel. Plattdütsch Text na Psalm 139. Edition Eres, Lilienthal/Bremen 1998.
- De Larken singt. Teihn Leeder för Kinner. Edition Eres, Lilienthal/Bremen 1999, ISBN 3-87204-337-4.
- Sööt un Suur. Vertell us wat up Hoch un Platt. Sprickwöör un Geschichten. Schünemann, Bremen 2005, ISBN 3-7961-1866-6.

### Musik
- Die Zugabe. Fidula-Verlag, Boppard
  - Band 1: Zehn mal neun neue Lieder für Kinder. 1968.
  - Band 2: Neue Lieder für die Jugend. 1969.
  - Band 3: Zehn mal sieben neue Lieder und Songs. 1973.
  - Band 4: Die Sonnenblume. 99 neue Lieder für Kinder. 1992, ISBN 3-87226-354-4.
  - Band 5: Allegro. 100 Lieder für offene Ohren. zusammen mit Wilhelm Alexander Torkel, 2003, ISBN 3-87226-355-2.
- Der Igel und die Igelin. Kuriose Songs für Kleine und Große nach Texten von Heinz Erhardt. Hildegard-Junker-Verlag, Altenmedingen 2002.
- Hab mein Wage vollgelade. Für drei gleiche Stimmen, Frauen oder Männer. Edition Eres, Lilienthal/Bremen 2003.
- Musik der „Swinging Islands“. Songs für gemischten Chor aus Rumbarica. Edition Eres, Lilienthal/Bremen 2004.
- Kobolds kleine Nachtmusik. Vier leichte Klavierstücke. Fidula-Verlag, Boppard 2006, ISBN 3-87226-458-3.
- Kalenderblätter. Eine Reise durchs Jahr mit dem Klavier. Fidula-Verlag, Boppard 2006, ISBN 3-87226-457-5.

### Musicals
- Knasterbax und Siebenschütz. Kindermusical. Edition Eres, Lilienthal/Bremen
- Die Hexe Backa Racka. Kindermusical. Edition Eres, Lilienthal/Bremen 1995.
- Schabernackel. Kindermusical. Edition Eres, Lilienthal/Bremen

## Ehrungen
- Verleihung des Verdienstkreuzes am Bande des Verdienstordens der Bundesrepublik Deutschland (2000)